# Odontopyxis trispinosa
Odontopyxis trispinosa är en fiskart som beskrevs av Lockington, 1880. Odontopyxis trispinosa ingår i släktet Odontopyxis och familjen pansarsimpor. Inga underarter finns listade i Catalogue of Life.